# Червона данська порода
Червона данська порода — порода великої рогатої худоби молочного напряму продуктивності. Виведена в Данії у 18 — 19 століттях схрещуванням місцевої худоби з тваринами ангельнської породи, червоної північношлезвігської і балумської порід.
Масть тварин червона. Тварини скороспілі, міцної конституції, з довгим і глибоким тулубом на низьких ногах, об'ємистим животом. Вим'я добре розвинуте, має правильну форму. Жива маса бугаїв становить 1000 кг і більше, корів — 550 кг. Середньорічний надій становить 4500 кг молока жирністтю 4 %.
Худобу червоної данської породи розводять в Данії, США, Польщі та інших країнах. Її використовували при виведенні бурої латвійської породи, червоної польської породи і червоної естонської худоби.